# Хура
Хура (ивр. חורה‎) — бедуинский населённый пункт в пустыне Негев.
Расположен северо- восточнее города Беэр- Шевы. Поселение было основано в 1989 году с целью создания постоянного населённого пункта для проживающих в окрестностях кочевых бедуинских племён, в первую очередь племён Абу-аль-Киан и Аль-Атавне.
В 1996 году Хура получила статус местного самоуправления. Хура является самым развитым бедуинским поселением Негева.

## Этимология
Есть две версии происхождения названия поселения. По одной- от названия древнего поселения Хур византийского периода, по второй название связано со словом "норы", которых много в пустыне.

## История
Древнее поселение Хур было построено на дороге, соединяющей Трансиорданию и Беэр-Шеву. В 2014 году были обнаружены остатки византийского монастыря.

## Население
По данным Центрального статистического бюро Израиля, население на начало 2020 года составляло 22 337 человек.